# Skënder Gjinushi
Skënder Gjinushi, född den 24 december 1949 i Vlora, är en albansk politiker, forskare, universitetslärare och partiledare för Albaniens socialdemokratiska parti sedan grundandet 1991. 
Gjinushi har studerat matematik vid Tiranas universitet. Under det kommunistiska Albaniens sista tid satt han under 3 år som utbildningsminister. Han blev partiledare för socialdemokraterna 1991 och satt i parlamentet från 1992. Efter socialdemokraternas starka valresultat 1997 utsågs han till talman i parlamentet. Under några timmar 24 juli 1997 agerade han även president. Mellan 2002 och 2003 var han vice premiärminister åt Fatos Nano.
Gjinushi talar utöver sitt modersmål albanska även engelska och franska.